# Камірний Василь Гнатович
Камірний Василь Гнатович (нар. 9 вересня 1923 — 24 червня 1957) — український радянський залізничник, Герой Соціалістичної Праці (1959).

## Біографія
Народився 9 вересня 1923 року. Занінчив Залізничний технікум (Кременчук). Старший машиніст паровозного депо станції Гребінка Південної залізниці. Звання Героя Соціалістичної Праці одержав 01.08.1959 р.

## Вшанування пам'яті
- У 1989 р. на будівлі Залізничного технікуму (Кременчук) була розміщена чавунна меморіальна дошка, присвячена випускникам — Героям Соціалістичної Праці Даниленко Костянтин Іванович, Камірний Василь Гнатович, Кривоніс Петро Федорович, Примак Степан Максимович, Шаповал Надія Семенівна. У 2004 р. замінена меморіальною дошкою сіро-рожевого полірованою граніту. Справа вгорі зірка Героя, зліва внизу символ транспортників — колесо з крилами, з'єднані між собою жмутком колосків, перевитих стрічкою. Текст у 7 рядків: «Тут навчалися Герої Соціалістичної Праці Даниленко Костянтин Іванович, Камірний Василь Гнатович, Кривоніс Петро Федорович, Примак Степан Максимович, Шаповал Надія Семенівна».